# Aéroport de Kasabonika
L'aéroport de Kasabonika est un aéroport situé en Ontario, au Canada.